# Brandsegel

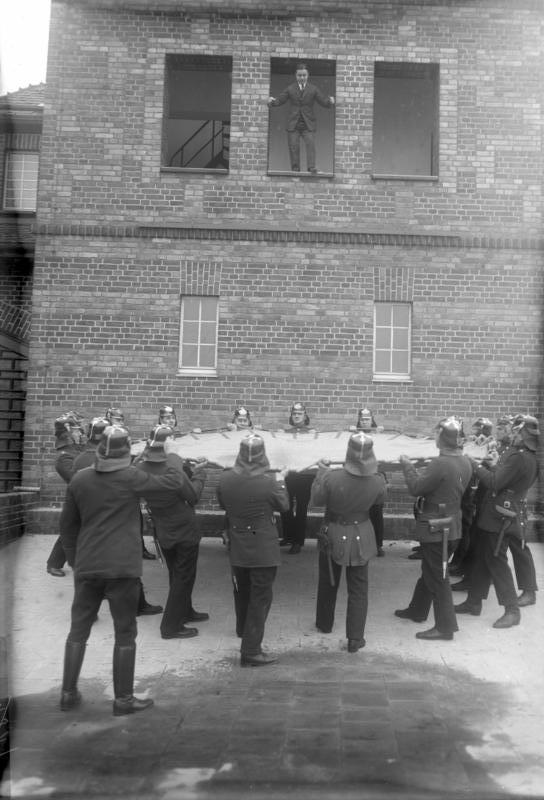
Berlins brandförsvar 1930.

Ett brandsegel är ett tygstycke, traditionellt av segelduk, med en ring runt om i vilken ett antal personer håller hårt för att hålla uppe och spänna duken, så att en nödställd person kan hoppa från ett hus i brand. Brandsegel finns omnämnt till exempel i Göteborgs brandförordning 1748.

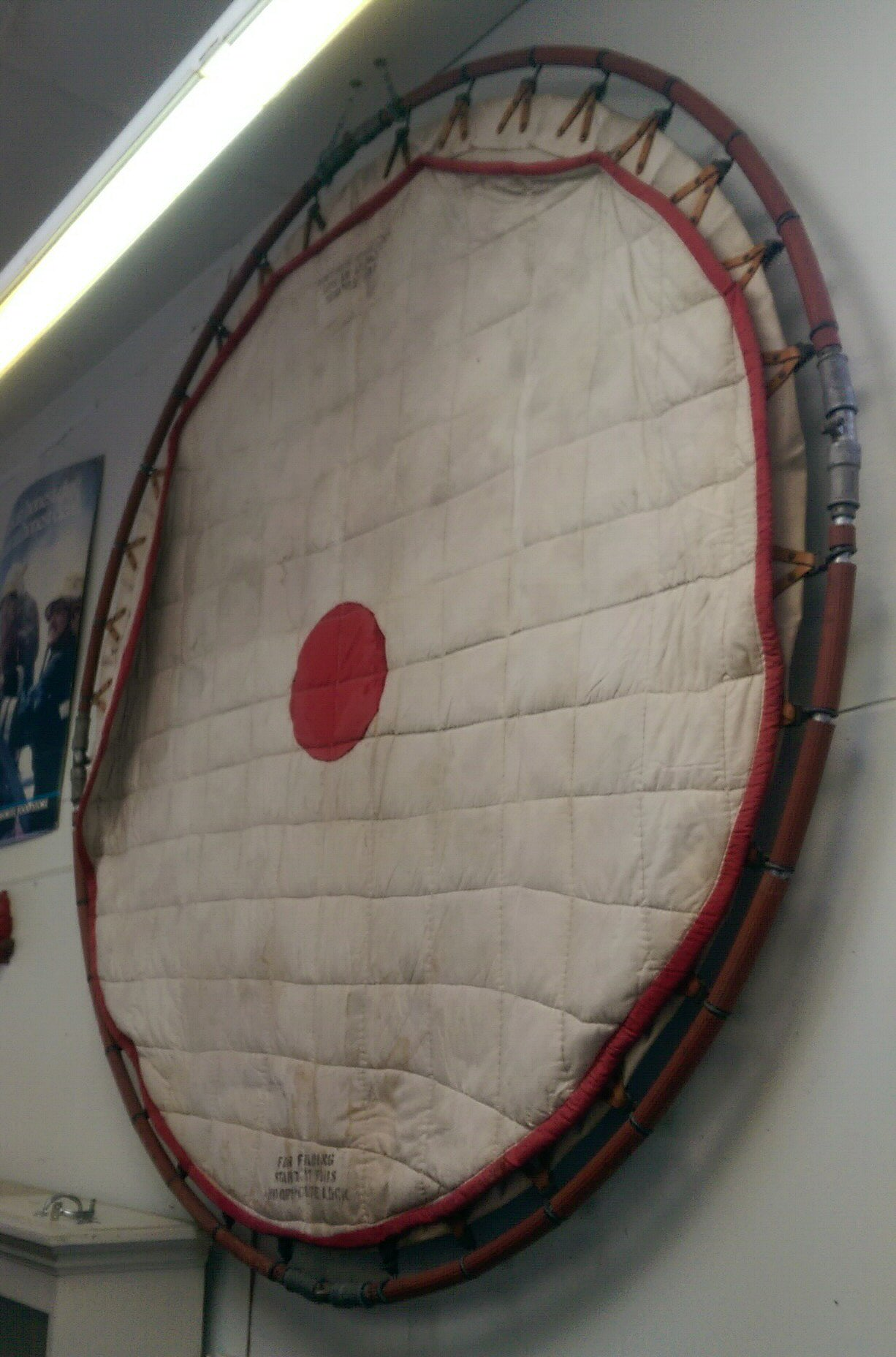
Ett brandsegel på Napa Firefighters Museum  i Napa, Kalifornien.